# Eupithecia longidens
Eupithecia longidens är en fjärilsart som beskrevs av George Duryea Hulst 1896. Eupithecia longidens ingår i släktet Eupithecia och familjen mätare. Inga underarter finns listade i Catalogue of Life.